# L'Artiste (revue)
L’Artiste est une revue hebdomadaire illustrée française publiée de 1831 à 1904, réputée pour ses estampes et ses contributeurs de qualité.

## Histoire du support

### Fondation et première série (1831-1838)

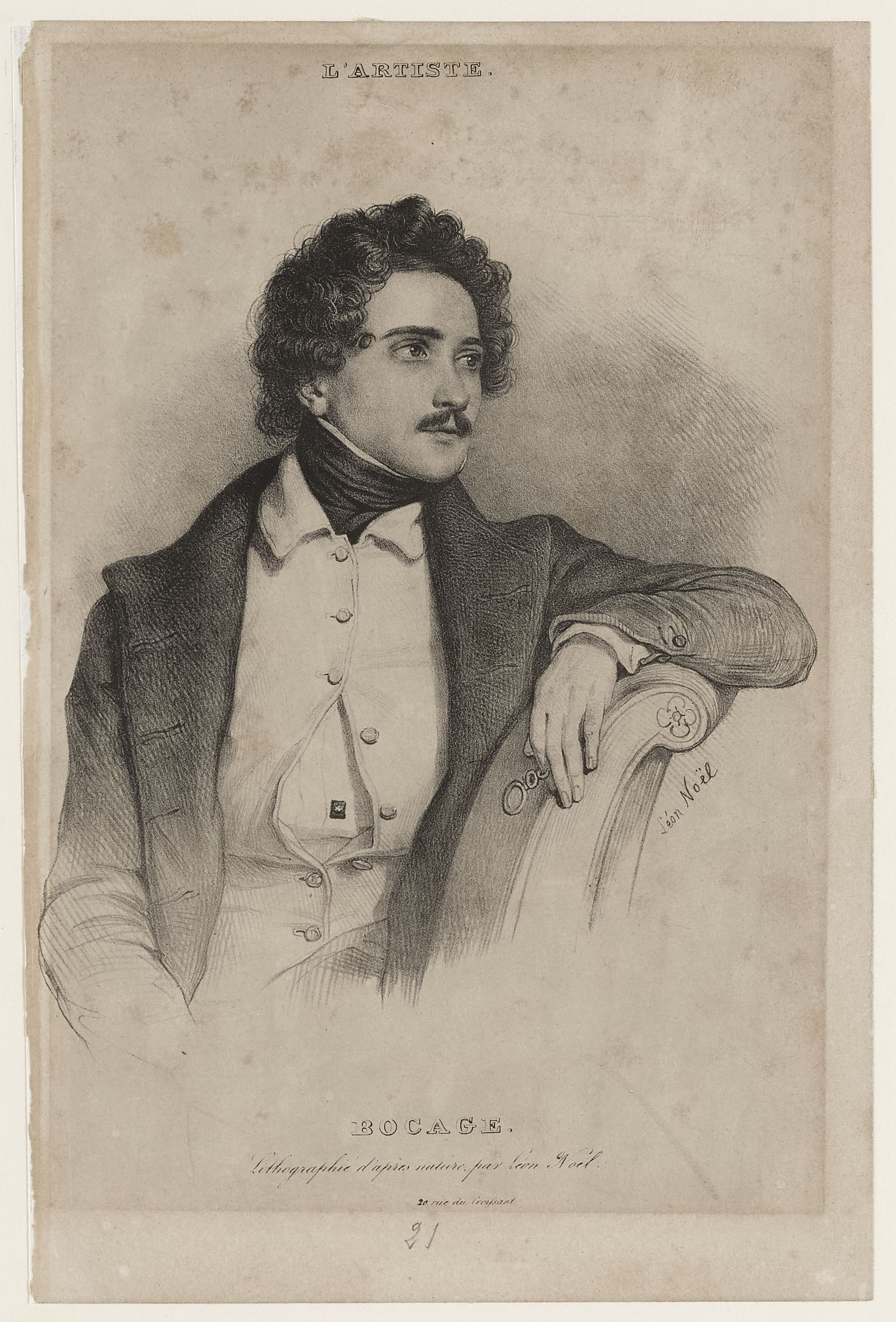
L'acteur Bocage, estampe livrée en 1832, permet à Ricourt d'affirmer son amour du théâtre (lithographie signée Léon Noël).

La revue L’Artiste est lancée le 6 février 1831 avec pour sous-titre journal de la littérature et des beaux-arts, par Achille Ricourt (1797-1875), acteur originaire de Lille, grand amateur de théâtre et proche de Honoré de Balzac, ce dernier étant fort occupé, trois mois plus tôt, à lancer La Caricature, rive droite. Le siège parisien de la rédaction est situé au 39 rue de Seine-Saint-Germain. Le financement de cette première formule est assurée par deux autres associés, Jean-Baptiste-Joseph Aimé Brame (1796-?), également originaire de Lille, et négociant réputé à Menin — père du marchand d'art Hector Brame (1831-1899), le futur collaborateur de Paul Durand-Ruel —, et, par ailleurs, Alexandre Mesnier (Lisieux, 1809-?), libraire-éditeur parisien, successeur d'Auguste Sautelet. Publiée avec soin, en un format grand in-quarto, cette revue est illustrée de vignettes et culs-de-lampe gravés sur bois — Tony Johannot exécuta les premières vignettes —, ainsi que des planches gravées sur acier et des lithographies — la première planche livrée est signée Charlet, figurant Napoléon en 1814. Sur le plan rédactionnel, Ricourt et son équipe placent la littérature — Madame de Genlis de Joseph Fiévée s'offre aux lecteurs dès le lancement — et la musique au centre de leurs préoccupations, cependant que les arts plastiques y tiennent dès le départ une place visiblement importante. Cette revue émerge en pleine révolution romantique et les esprits critiques s'échauffent : ainsi, dès le premier numéro, Jules Janin annonce la couleur avec un article programmatique, un quasi manifeste, intitulé « Être artiste ! » qui se termine par « Dans les temps de révolution, l'art c'est le repos ; dans les temps de calme, l'art c'est le bonheur ! »,. 
Cette revue fait connaître des plumes prestigieuses, à commencer par Balzac : la nouvelle le Chef-d'œuvre inconnu y est publiée deux fois sous les titres Maître Frenhofer, en août 1831, et Catherine Lescault, conte fantastique, la même année. Puis, Le Colonel Chabert y est publié l'année suivante sous le titre La Transaction. Plus tard, la première des cinq parties d’Autre étude de femme, est publiée en mars 1842. 
Sur le plan politique, Ricourt se veut « non partisan ». Mais dès la quatrième livraison, des prises de position se manifestent dans les colonnes de la revue, signées Eugène Delacroix, Paul Huet, Achille Devéria, Étienne-Jean Delécluze, ou encore par les jeunes Gustave Planche et Théophile Thoré-Burger, se montrant sévère à l'égard du gouvernement quant à sa façon d'intervenir dans le domaine de l'art, un interventionnisme critiqué, tandis que se profilait, déjà, une volonté de limiter la liberté de la presse. Les choses se calment à partir de 1834, quand la première génération romantique voit les portes des institutions s'ouvrir.
En 1837, la revue lance un supplément qui eut une existence très brève, le Bulletin des arts, des sciences et de l'industrie.

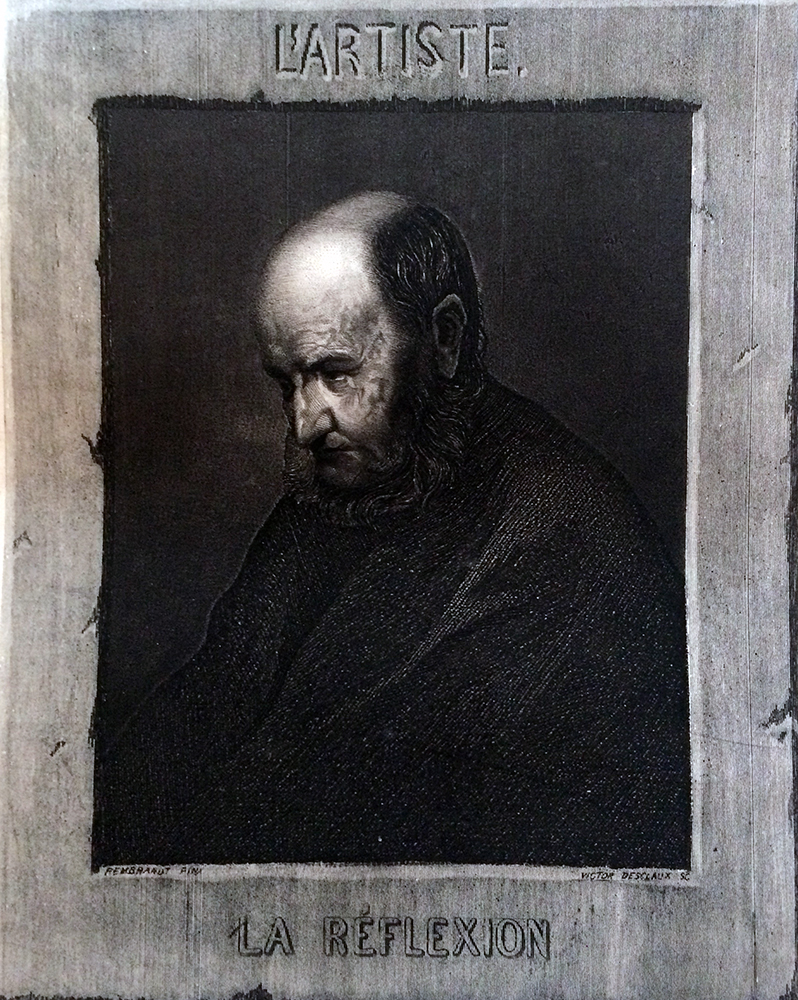
La Réflexion, gravure de Théophile Victor Desclaux d'après Rembrandt publiée en 1841, une estampe qui témoigne des goûts classiques de Delaunay.

### Deuxième et troisième série (1838-1843)
Ricourt n'a rien d'un gestionnaire. Par ailleurs, le tirage initial de la revue, 1 000 exemplaires, s'effondre à partir de 1834, nécessitant un nouvel associé, à savoir André-Hippolyte Delaunay, architecte de formation, qui est nommé gérant le 9 mai 1837. Fermé à l'esthétique nouvelle, il met en avant les maîtres anciens, ouvrant ses colonnes à Gustave Planche et Jacques-Germain Chaudes-Aigues, critiques ennemis des romantiques. Soucieux de relever les ventes, il fait appel à des plumes connues du grand public. Jules Janin est ainsi nommé rédacteur-en-chef de janvier 1839 à juin 1840. Ce dernier y fit publier juste avant sa nomination une « Lettre au nouveau Directeur de L’Artiste » dans laquelle, tout en rappelant « l'esprit de 1831 », il met l'accent sur l’appui qu’un groupe d’artistes a toujours reçu des critiques, mais aussi sur la supériorité des écrivains – groupe dans lequel il s’intègre – sur les artistes : « Ce fut alors que la littérature, nouvellement émancipée, vint au secours des jeunes artistes. [...] Ainsi fut fondé L’Artiste. Il fut fondé par de jeunes écrivains qui ne doutaient de rien, uniquement en faveur de jeunes artistes qui doutaient de tout, et qui doutaient d’eux-mêmes plus que de tout le monde ».
Les difficultés néanmoins perdurent. En 1838, les ventes remontaient à 1 500 exemplaires en moyenne, score insuffisant pour éviter une recapitalisation, ce qui fut fait en janvier 1842, pour un montant de 360 000 francs, avec comme nouveaux associés les éditeurs parisiens Pierre-Joseph Opigez et Antoine Poilleux, ainsi qu'un certain Bérès. Fin 1843, néanmoins, la faillite est prononcée. Delaunay poursuivra sa carrière de critique d'art au Journal des artistes et des amateurs.

### Les années Houssaye (1843-1881)

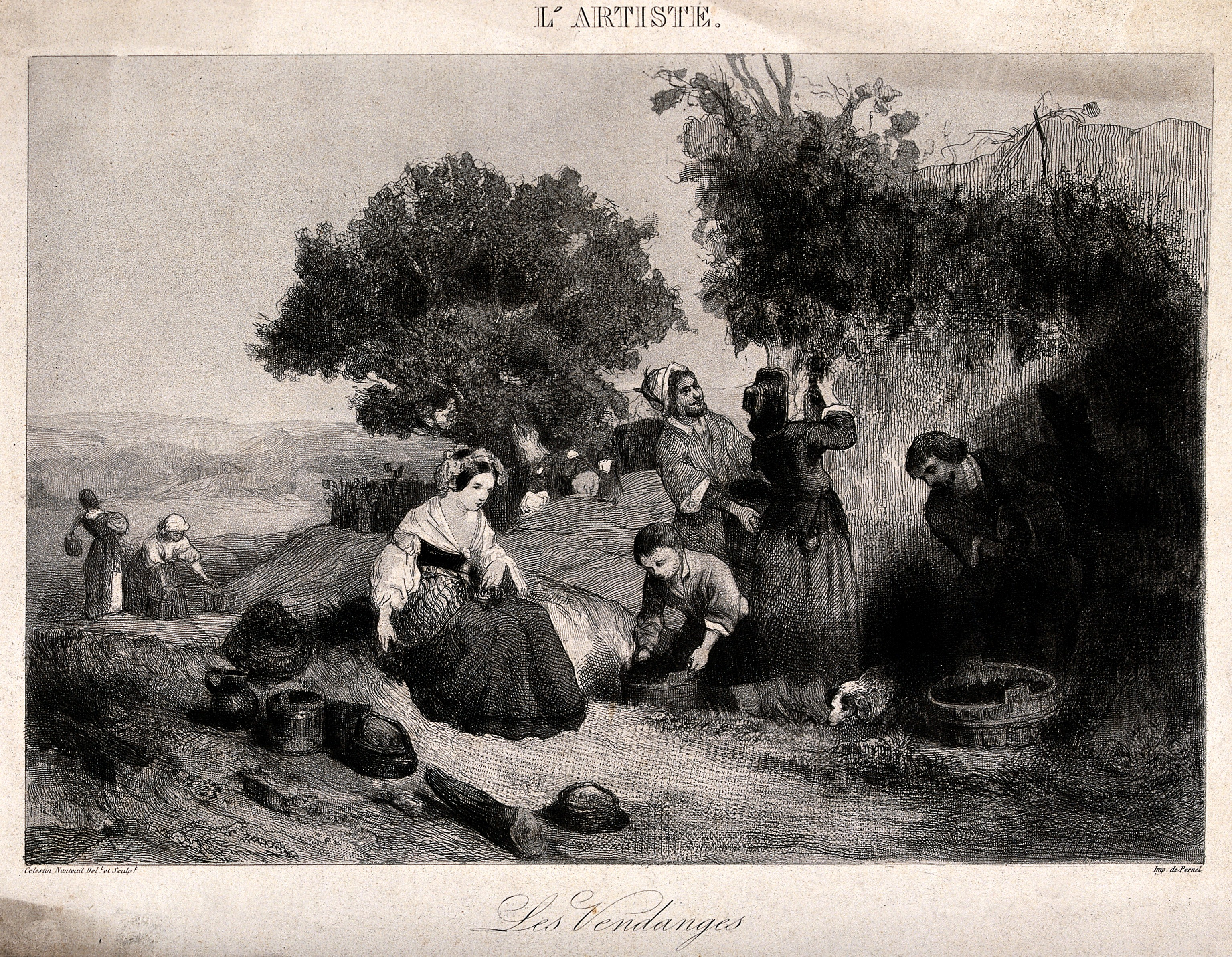
Les vendeanges (1842), eau-forte par Célestin Nanteuil (Wellcome Trust).

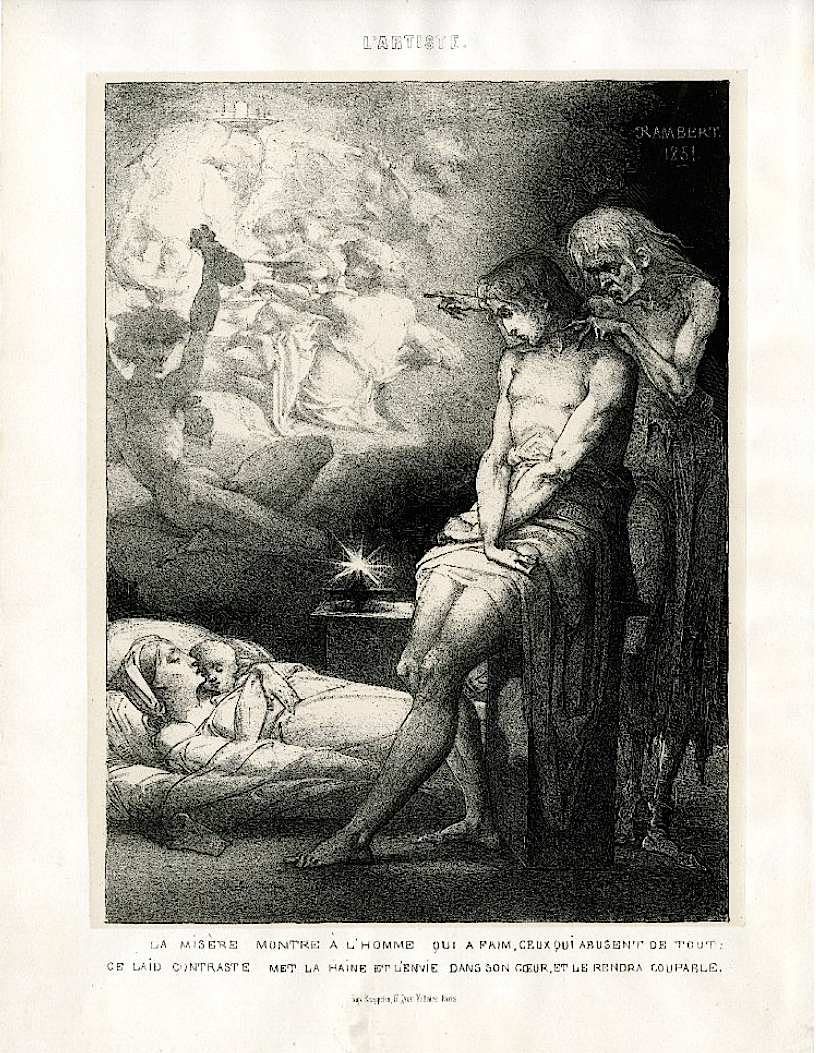
La Misère (1851), eau-forte de Charles-Désiré Rambert, un exemple d'estampe originale remarquable qui caractérise cette période (British Museum).

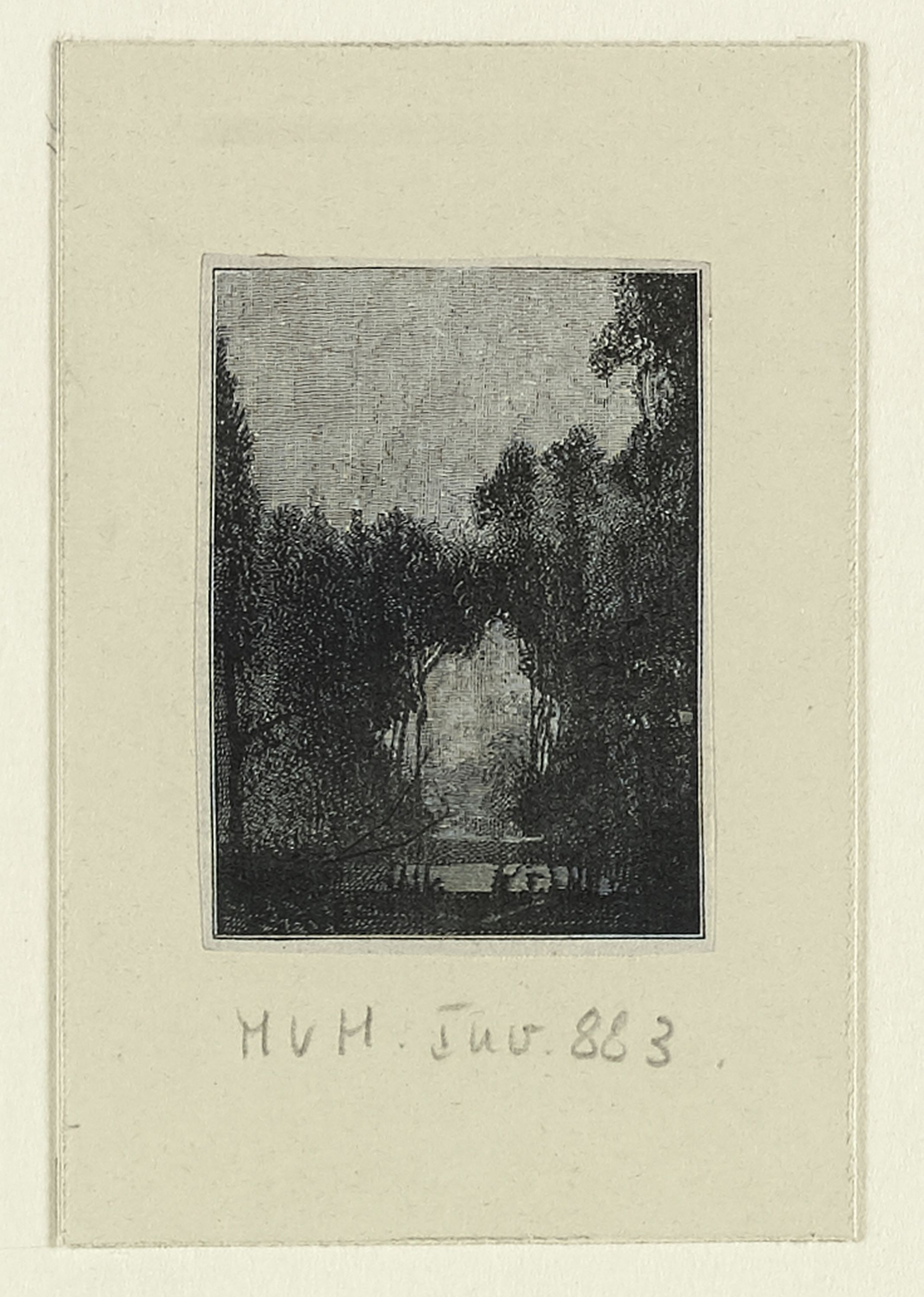
Le Parc abandonné, eau-forte de Fortuné Méaulle d'après un dessin de Victor Hugo (alors en exil) : publiée par Houssaye en septembre 1855, ce geste constitue une provocation vis-à-vis du pouvoir impérial.

Le 26 décembre 1843, Arsène Houssaye, âgé de 39 ans, la rachète avec l'appui de quelques amis pour un montant de 65 000 francs. Commence avec lui une période de près de quarante ans durant laquelle l'homme de lettre va se battre bec et ongle pour maintenir son titre à flot. Ses premiers associés sont l'imprimeur parisien Jules Belin-Leprieur, le botaniste Émile Le Dien, Victor Laluyé et H. de Bray. Dans un premier temps, se réservant la rédaction en chef, il fait prendre à la revue un tournant radical, lui conférant une tournure à la fois plus littéraire et plus ouverte à la nouvelle génération d'artistes. En janvier 1844, Alphonse Esquiros y publie une sorte de manifeste qui donne le ton, appelant au dépassement des querelles d'écoles, plaçant toute sa confiance dans le progrès et dans la critique, seule capable de guider la maturation saine de l'art. Cette nouvelle série, qualifiée d'« école du renouveau », ouvre ses colonnes à de nouvelles plumes comme Théodore de Banville, Charles Baudelaire, Alexandre Dumas, Théophile Gautier, Charles Monselet, Gérard de Nerval, Charles Nodier, Jules Sandeau, etc. Sur le plan littéraire, la revue va connaître son « âge d'or », et la production d'estampes qui l'accompagne, n'est pas en reste puisque pour les planches l'on relève les signatures de contemporains comme Chassériau, Chenavard, Delacroix, Daubigny, Gavarni, Grandville, Isabey, Célestin Nanteuil, Théodore Rousseau, entre autres. La production, de haute qualité, coûte cependant très cher,.
Dès sa reprise en mains, Houssaye veut transformer cette revue qu'il dirige en un « musée de la gravure », pour « faire connaître les richesses successives des musées et des collections particulières, en France et à l'étranger. »
En juillet 1845, Houssaye se voit proposer le rachat de la Revue de Paris, qui avait fait faillite un mois plus tôt, et qui était encore forte de 1 500 abonnés (contre 600 pour L'Artiste), et fonde donc dans la foulée la société L’Artiste-Revue de Paris, qui devient le nouveau titre du périodique. L'acquisition se fait grâce au soutien de Jules Lefèvre-Deumier, l'un des défenseurs les plus « frénétiques » du courant romantique et qui venait d'hériter d'une certaine fortune. Cette quatrième série commence avec un premier tirage annonçant plus de 2 750 exemplaires, soit trois fois plus qu'une année plus tôt. C'est sans doute trop pour Lefèvre-Deumier, qui, déçu des résultats effectifs, claque la porte, suivi par François Buloz, en novembre 1847, non sans avoir intenté un procès à Houssaye, au motif qu'il aurait gonfler les chiffres au titre des abonnements. À propos de l'évolution du contenu rédactionnel et du lectorat, Adrien Goetz constate que : « À partir de la fusion de L’Artiste avec La Revue de Paris [sic], les volumes sont devenus moins denses : les nouvelles brèves sont moins nombreuses et variées, les feuilletons romanesques sans rapports directs avec la vie des arts plus longs et plus nombreux, la poésie, plus qu’inégale, omniprésente. Il est aisé de déduire, à la lecture, que le public a subtilement changé : L’Artiste semble s’adresser beaucoup plus à un honnête lectorat cultivé, souhaitant se tenir au courant des nouveautés de l’édition et de l’actualité des Salons qu’au public des artistes eux-mêmes, qui constituait sa « cible » principale à l’époque de la création en 1831 ». Toutefois, ce propos doit être nuancé à l'aune des événements révolutionnaires de 1848 : juste après les violentes émeutes de février, Houssaye met tout de suite en avant les fervents républicains de L’Artiste, en particulier Clément de Ris et Alphonse Esquiros.

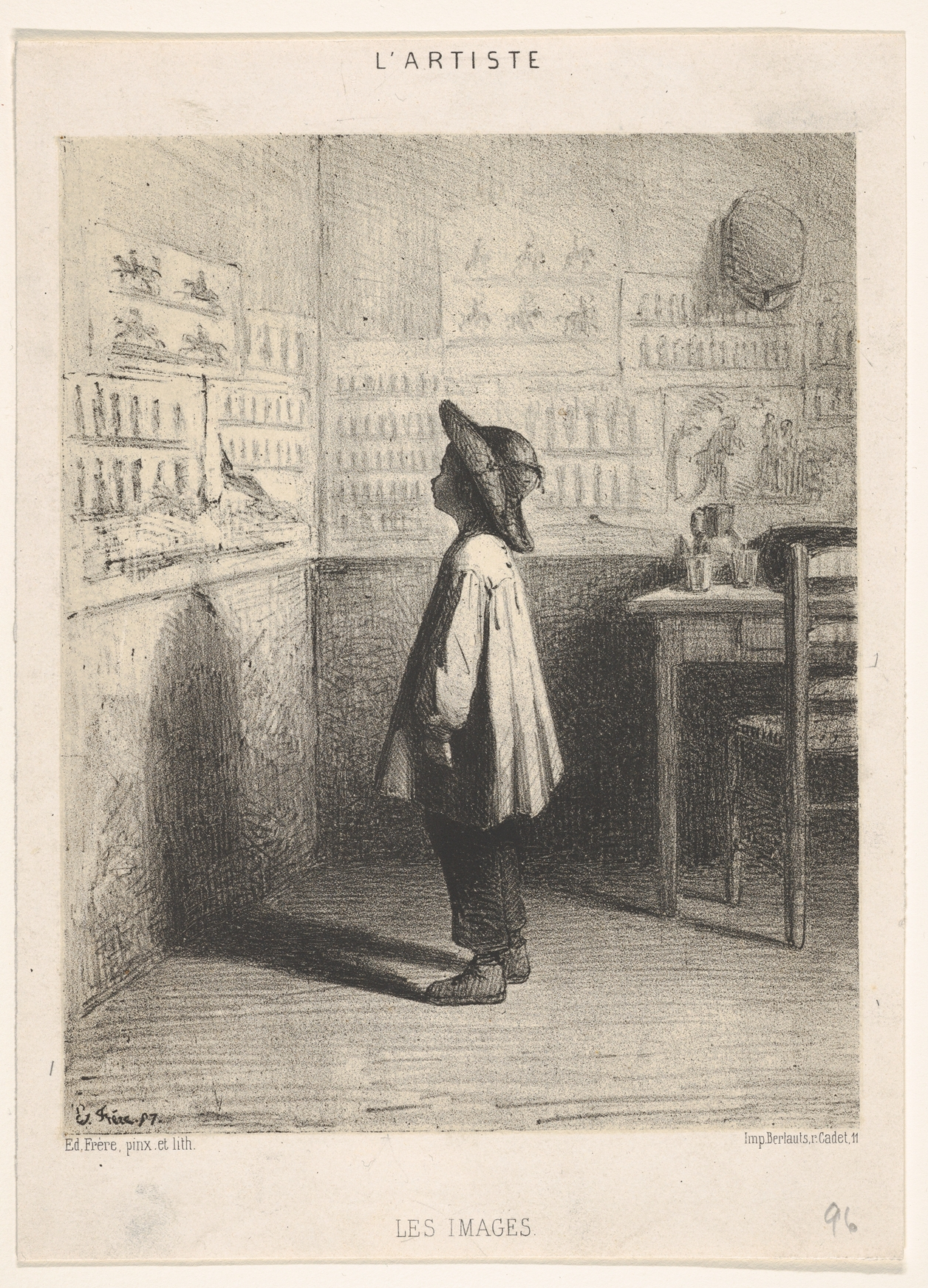
Les images, lithographie de Pierre-Édouard Frère (publiée en 1858).

En 1849, Houssaye se voit proposer la direction du Théâtre-Français. Il confie la rédaction en chef de la revue à Pierre Malitourne et Paul Mantz, deux de ses amis. Cette période inaugure une cinquième série pour la revue, qui s'achève en février 1856. Durant cet intervalle, L'Artiste est l'endroit de la bataille du réalisme, et accueille en son sein un fervent apôtre de cette nouvelle école de peinture, Champfleury. Elle change également d'éditeur, contrat est passé avec Ferdinand Sartorius, qui avait lancé sa maison d'édition quai Malaquais, et qui devient associé, avant de céder ses parts en 1851 à Charles Furne. Entre 1852 et 1857, Édouard Houssaye, le frère d'Arsène, entre dans le capital et devient rédacteur-en-chef, aux côtés de Xavier Aubryet et Auguste de Vaucelle. Arsène, lui s'en va refonder la Revue de Paris avec Louis de Cormenin, Maxime Du Camp et Théophile Gautier,. La pagination est de 16 pages par livraison. Puis Théophile Gautier devient rédacteur en chef de 1856 à 1859, et la revue connaît alors ses plus belles années depuis 1835. Sous sa direction, la périodicité devient bimensuelle, et la pagination passe à 24 pages pour trois estampes en prime, au lieu d'une seule. En 1860, le siège parisien de la rédaction passe du 55 rue Vivienne au 122 avenue des Champs-Élysées. Le numéro est alors vendu 3 francs. À compter d'avril 1867 et jusqu'en décembre 1880, L'Artiste devient un mensuel. Arsène en reprend la direction en 1862, après avoir rachetées ses parts à son frère. Il fait passer la prime à quatre estampes par numéro pour une pagination de 160 pages en moyenne jusqu'en 1872. Quant au tirage, il plafonne à un millier d'exemplaires. Adolphe Pierre Riffaut est l'un des graveurs les plus publiés durant cette période et Félix Bracquemond y livre de remarquables estampes ; les aquafortistes vont d'ailleurs dominer la période des années 1860, contribuant à la « renaissance de l'eau-forte », tant par des reproductions que par des créations originales. Depuis 1867, la revue s'affirme essentiellement par l'image, mais ne parvient pas à conserver sa prééminence sur le plan critique. De nombreux anciens articles sont réimprimer. Elle finit par perdre en originalité et s'essoufler.

### Les années Alboize (1881-1904)

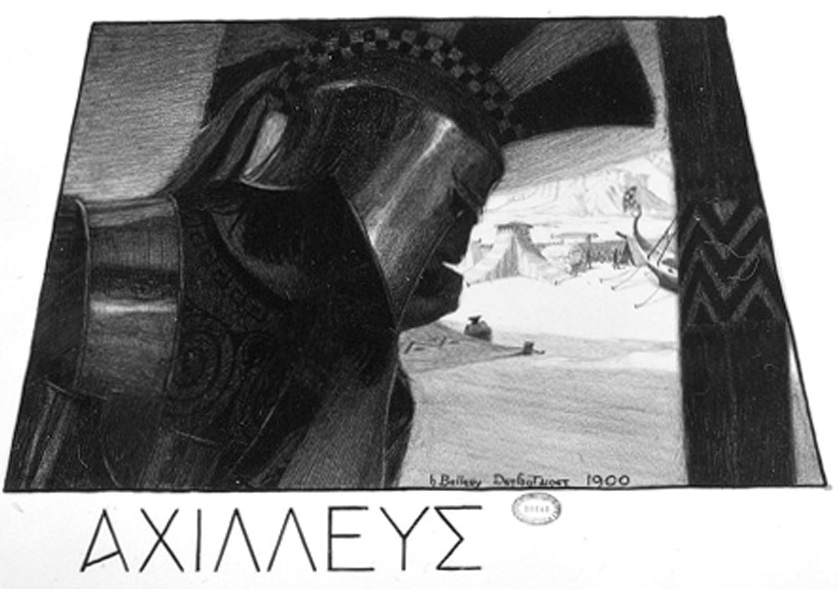
Achille, lithographie d'Henri Bellery-Desfontaines : publiée en 1899, cette estampe symbolise les efforts de modernité de la revue dans ses ultimes années.

En 1881, c'est Jean Alboize qui rachète la revue à Arsène Houssaye, et opère un nouveau virage vers les beaux-arts ; le sous-titre devient d'abord « histoire de l'art contemporain » puis « revue de l'art contemporain ». En 1892, Alboize lance en supplément une publication trimestrielle intitulée Les Peintres-lithographes - Album de l'Artiste, composée de dix lithographies originales et inédites. Cet album est dû à l'initiative de Léonce Bénédite et Henri Patrice Dillon. 
En 1898, est lancée la dernière série : quelques estampes sont alors offertes en prime aux abonnés. Les collaborateurs les plus réguliers sont durant cette période Jules Chéret, Roger Marx, et Louis Morin, cependant que des plumes très littéraires s'y expriment occasionnellement et non des moindres telles Jules Barbey d'Aurevilly, Paul Bourget, François Coppée, Anatole France, Paul Verlaine ou encore Émile Zola. En 1897, elle devient trimestrielle, signe que les lecteurs ne sont pas au rendez-vous. La dernière adresse parisienne est au 51 rue des Écoles. Alboize, qui fut conservateur du musée de Fontainebleau à partir de 1901, meurt en mars 1904, et la revue s'arrête définitivement après un ultime numéro daté décembre de cette année-là, qui contient son article nécrologique.

## Des estampes publiées
Pierre Sanchez et Xavier Seydoux ont édité en 2000 un répertoire complet des estampes publiées par L'Artiste.
En tout, 3 952 planches — dont 836 d'après un peintre —, comprenant bois, eaux-fortes ou lithographies, exécutées par 889 graveurs différents ont été publiées dans cette revue. Parmi les premières estampes livrées le 6 février 1831, une lithographie signée Achille Devéria intitulée Diplomatie (Imprimerie Delaunois, Paris). D'autres imprimeurs fournirent à cette revue un travail de haute qualité : Lemercier, Victor Jacques Bertauts, Delâtre, etc.